# Newnham, Kent
Newnham är en ort och civil parish i grevskapet Kent i sydöstra England. Orten ligger i distriktet Swale, cirka 7 kilometer sydväst om Faversham och cirka 8 kilometer sydost om Sittingbourne. Civil parishen hade 362 invånare vid folkräkningen år 2021.